# James Stephens (Fenier)

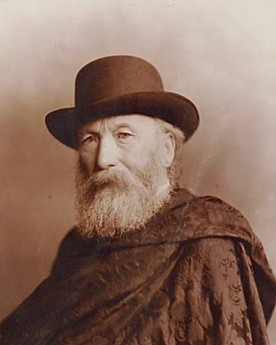
James Stephens

James Stephens, irisch Séamas Mac Stiofáin (* 26. Januar 1825 in Kilkenny; † 29. März 1901 in Dublin) war ein irischer Bahnbediensteter und Gründer der Irish Republican Brotherhood, einer Geheimorganisation, die bis ins 20. Jahrhundert hinein für die Unabhängigkeit Irlands kämpfte.

## Leben

### Kindheit und Jugend
James Stephens wurde in Kilkenny geboren, wo sein Vater als Angestellter eines Auktionators und Buchhändlers arbeitete. Über seine Kindheit und Jugend ist wenig bekannt, nur dass er das dortige St. Kieran’s College und anschließend eine technische Ausbildung erhielt. 1844 war er in Kilkenny im Büro der Limerick and Waterford Railway beschäftigt.

### Aufstand 1848
Unter dem Eindruck der durch die Kartoffelfäule ausgelösten Hungersnot in Irland (1845–1852), wurde James Stephens von Thomas Davis beeinflusst und durch die revolutionären Gedanken von John Mitchel, eines Journalisten, der für die Zeitungen The Nation und später The United Irishman anschauliche Beiträge über das Leiden der Bevölkerung schrieb. Über die Artikel von Mitchel und James Fintan Lalor kam er in Kontakt zu den Ideen der Young Irelanders. Im Juli 1848 nahm er am erfolglosen Aufstand der von William Smith O’Brien geführten Young Irelanders teil und wurde bei einem Barrikadenkampf mit der Polizei in Ballingarry, Co. Tipperary, am Bein verwundet.
Stephens flüchtete daraufhin mit seinem Kampfgefährten John O’Mahony nach Paris, wo er die nächsten sieben Jahre verbrachte und seinen Lebensunterhalt als Lehrer, Journalist und Übersetzer verdiente. Stephens und O’Mahony knüpften jedoch nebenher weiterhin Kontakte zu politischen Geheimgesellschaften und schmiedeten Pläne für eine Revolution in Irland. 
John O’Mahony und Michael Doheny gründeten 1853 in Amerika die Emmet Monument Association, eine paramilitärische Geheimorganisation, die sich nach dem irischen Revolutionär der vergangenen Jahrhundertwende Robert Emmet benannte und einen Angriff auf England und schließlich die Freiheit Irlands zum Ziel hatte.

### Gründung der Irish Republican Brotherhood
James Stephens selbst kehrte 1856 nach Irland zurück, wo er erneut die Verbindung zu anderen Teilnehmern des Aufstandes von 1848 suchte. Am 17. März 1858 gründete James Stephens gemeinsam mit Thomas Luby Clarke in Dublin eine Geheimgesellschaft, die sich mal als „The Society“, mal als „The Brotherhood“ bezeichnete. Ab 1873 wurde der Name Irish Republican Brotherhood (IRB) üblich. Kurz darauf reiste er nach New York, wo er O’Mahony und Doheny wiedertraf. Als amerikanisches Gegenstück zur IRB in Irland gründeten sie die Fenian Brotherhood, die Bruderschaft der Fenier. „Fenier“ wurde zu dieser Zeit ein Begriff für irisch-revolutionäre Kreise, die die Freiheit und Unabhängigkeit Irlands anstrebten, abgeleitet von der Fianna, der Kriegerschar des irischen Sagenhelden Fionn mac Cumhaill.
1863 gründete Stephens mit finanzieller Unterstützung der Fenian Brotherhood in Dublin die Zeitung Irish People, deren Redaktion fast ausschließlich aus IRB-Mitgliedern bestand. Nach dem Ende des Amerikanischen Bürgerkrieges bekam die Fenian Brotherhood nennenswerten Zulauf von erfahrenen amerikanischen Offizieren mit irischen Wurzeln, die bereit waren, für die irische Heimatorganisation zu kämpfen. So gab es Pläne für einen Aufstand in Irland, der am 20. September 1865, dem 62. Jahrestag der Hinrichtung von Robert Emmet, stattfinden sollte. Die Behörden bekamen jedoch im Vorfeld Kenntnis von dem Vorhaben. Bei einer Razzia in den Büros der Irish People wurden neben James Stephens mehrere führende IRB-Mitglieder festgenommen. Stephens war bis November 1865 im Richmond-Bridewell-Gefängnis inhaftiert, konnte aber entkommen, weil zwei seiner Wärter Fenier waren. Er flüchtete erneut nach Frankreich.
Als es schließlich 1867 zu einem versuchten Aufstand der Fenier in Irland kam, der jedoch bereits im Ansatz erfolglos blieb, hielt sich Stephens noch in Paris auf. Seine Rückkehr nach Irland wurde ihm erst 1891 erlaubt, wo er bis zu seinem Tod 1901 in Blackrock, Co. Dublin, lebte. Er wurde auf dem Friedhof von Glasnevin (Glasnevin Cemetery) begraben.